# Kenny Leon
Kenny Leon (Tallahassee, 10 febbraio 1956) è un regista, attore e produttore televisivo statunitense.

## Biografia
Dopo gli studi alla Clark Atlanta University, Kenny Leon si è affermato durante gli anni novanta come uno dei pochi registi afroamericani a dirigere un teatro non-profit in qualità di direttore artistico dell’Alliance Theatre Company di Atlanta. Sotto la sua direzione il teatro ospitò le prime mondiali di Blues for an Alabama Sky di Pearl Cleage, The Last Night of Ballyhoo di Alfred Uhry e Aida di Tim Rice e Elton John, che successivamente sono stati riproposti anche a Broadway.
Dopo aver lasciato l’Alliance Theatre nel 2000, Leon ha lavorato sulle scene di Atlanta e Washington e nel 2004 ha fatto il suo debutto a Broadway come regista di un acclamato revival di A Raisin in the Sun di Lorraine Hansberry con Sean Combs, Phylicia Rashad e Audra McDonald. Nel 2014 ha nuovamente diretto la pièce, questa volta vincendo il Tony Award per la sua regia.
Successivamente si è affermato a Broadway come uno dei più apprezzati registi di opere di drammaturghi afroamericani e, in particolare, dell’opera di August Wilson, di cui ha diretto Gem of the Ocean (2004), Radio Golf (2007), Fences con Viola Davis e Denzel Washington (2010). A Broadway ha diretto anche apprezzati allestimenti di The Mountaintop (2011), Figli di un dio minore (2018) e A Soldier’s Play (2019). Nel 2019 ha inoltre diretto un apprezzato revival di Molto rumore per nulla al Delacorte Theatre dell’Off-Broadway con un cast interamente composto da attori afroamericani, tra cui Danielle Brooks nel ruolo di Beatrice. Sempre nel 2019 ha diretto e co-prodotto il film TV di Netflix American Son, che aveva precedentemente diretto a Broadway con lo stesso cast nel 2018.

## Filmografia parziale

### Televisione

#### Produttore
- Hairspray Live! - film TV (2016)
- American Son - film TV (2019)

#### Regista
- Un grappolo di sole - film TV (2008)
- Ghost Whisperer - Presenze - serie TV, 1 episodio (2009)
- Private Practice - serie TV, 2 episodi (2010-2011)
- Steel Magnolias - film TV (2012)
- The Watsons Go to Birmingham - film TV (2013)
- Ho sognato l'amore - film TV (2014)
- The Wiz Live! - film TV (2015)
- Hairspray Live! - film TV (2016)
- Dynasty - serie TV, 4 episodi (2018-2019)
- Ambitions - serie TV, 2 episodi (2019)
- American Son - film TV (2019)
- Great Performances - serie TV, 1 episodio (2019)
- Amend: alla conquista della libertà - serie TV, 6 episodi (2021)

#### Attore
- L'ispettore Tibbs - serie TV, 2 episodi (1990-1991)
- Io volerò via - film TV (1993)
- The Rosa Parks Story - film TV (2002)

## Teatrografia parziale

### Regista
- A Raisin in the Sun di Lorraine Hansberry. Cort Theatre di Broadway (2004)
- Gem of the Ocean di August Wilson. Walter Kerr Theatre di Broadway (2004)
- Fences di August Wilson. Cort Theatre di Broadway (2010)
- The Mountaintop di Katori Hall. Bernard B. Jacobs Theatre di Broadway (2011)
- A Raisin in the Sun di Lorraine Hansberry. Ethel Barrymore Theatre di Broadway (2014)
- Figli di un dio minore di Mark Medoff. Studio 54 di Broadway (2018)
- Molto rumore per nulla di William Shakespeare. Delacorte Theater dell'Off-Broadway (2019)
- A Soldier's Play di Charles Fuller. American Airlines Theatre di Broadway (2019)
- Topdog/Underdog di Suzan-Lori Parks. John Golden Theatre di Broadway (2022)
- Ohio State Murders di Adrienne Kennedy. James Earl Jones Theatre di Broadway (2022)
- Amleto di William Shakespeare. Delacorte Theater di New York (2023)
- Otello di William Shakespeare. Ethel Barrymore Theatre di Broadway (2025)

## Riconoscimenti
- Drama Desk Award
  - 2004 – Candidatura per la miglior regia di un'opera teatrale per A Raisin in the Sun
- Drama League Award
  - 2010 – Eccellenza nella regia per Fences
  - 2018 – Candidatura per la miglior regia di un'opera teatrale per Figli di un dio minore
- Premio Emmy
  - 2017 – Candidatura per il miglior programma speciale per Hairspray Live!
  - 2020 – Candidatura per il miglior film per la televisione per American Son
  - 2021 – Candidatura per il miglior film per la televisione per Robin Roberts Presents: Mahalia
- Tony Award
  - 2010 – Candidatura per la miglior regia di un'opera teatrale per Fences
  - 2014 – Miglior regia di un'opera teatrale per A Raisin in the Sun
  - 2021 – Candidatura per la miglior regia di un'opera teatrale per A Soldier's Play
  - 2024 – Candidatura per la miglior regia di un'opera teatrale per Purlie Victorious